# Centrumkyrkan, Tumba
Centrumkyrkan i Tumba drivs av Tumba Missionsförsamling som är en del av Equmeniakyrkan.
Kyrkobyggnaden uppfördes 1966. Arkitekt var Kaj Sucksdorff. Fastigheten inrymmer förutom en kyrksal även en församlingsgård och ungdomsvåning, Gröndalsgården. När kyrkan byggdes var Gröndalsgården Botkyrka kommuns första fritidsgård. 